# NGC 411
NGC 411 (другое обозначение — ESO 51-SC19) — рассеянное звёздное скопление (OCL), которое в конечном итоге растворится, хотя оно обманчиво и выглядит как шаровое звёздное скопление; расположенное приблизительно в 55 000 пк (180 000 с. л.) в созвездии Тукан в Малом Магеллановом Облаке, спутниковой галактике Млечного Пути.
NGC 411 является объектом, у которого наблюдается одна из самых высоких угловых скоростей вращения и, соответственно у него малый период полного оборота ядра. Этот период у NGC 411 составляет 2,8 млн лет, после неё из известных идёт NGC 2683 с периодом 6,4 млн лет.

## Описание

Фотографическая звёздная величина составляет 11,0, видимое свечение невооружённым глазом — 12,2. NGC 411 имеет видимый угловой размер 1,3" x 0".
Объект эпохи эпохи 2000.0; имеет прямое восхождение, то есть угол между эклиптикой и небесным экватором с вершиной в точке равноденствия составляет 1 ч 7 м 55,7 с, а наклон, то есть высота дуги под этим углом, — 71° 46' 7".
Все шаровые скопления (близко к сферическим скоплениям чрезвычайно старых звёзд) выглядят очень схоже, и на изображениях Хаббла их довольно трудно отличить друг от друга, и все они очень похожи на NGC 411, однако на самом деле это не так и все звёзды скопления NGC 411 были созданы одновременно и являются молодыми. Все звёзды в NGC 411 имеют примерно одинаковый возраст, они образованы из одного облака газа и имеют разные размеры.

## Обнаружение и исследования
Этот астрономический объект, входящий в число перечисленных в оригинальной редакции «Нового общего каталога», был открыт в 1826 году шотландским астрономом Джеймсом Данлопом с помощью телескопа-рефлектора, объектив которого был диаметром 22,86 см (9 дюймов). 20 сентября 1835 года был замечен Джоном Гершелем и снова замечен 27 ноября 1900 года Делайлом Стюартом.
По мнению некоторых астрономов, NGC 422 из каталога NGC также является этим скоплением, но каталогизировано на основе наблюдений Джона Гершеля от 1835 года. В течение многих лет NGC 422 относилось к другому соседнему звёздному скоплению — ESO 51-SC022.
Джон Дрейер описал его как «чрезвычайно слабый, довольно большой, округлый, немного более ярче в центре».
Когда Дрейер обнаружил NGC 411, ни одно из наблюдений Данлопа не относилось к этому объекту, однако считается, что одно из них, вероятно, имело место и поэтому он добавляется в скобках как автор предполагаемого открытия.
Объект NGC 411 был исследован с помощью космического телескопа Хаббл в 2013 году, на изображении которого множество звёзд от синего до красного цветов; голубоватые солнца — более горячие, чем красные. Это изображение было создано на основе данных, полученных с помощью широкоугольной камеры № 3 (англ. Wide Field Camera 3). В частности, это, по-видимому, говорит о том, что скопление было намного моложе, чем считалось ранее: его возраст был оценён примерно в 1,5 млрд лет, относительно молодой с астрономической точки зрения. Тем не менее, эти результаты были оспорены другой группой, которая утверждает, что эти молодые звёзды могут на самом деле быть просто фоновыми звёздами и, следовательно, физически не связаны.
В 2016 году основании анализа данных о ветви последовательности субгигантов, которая оказалось весьма узкой, был сделан вывод о том, что звёзды галактики представляют собой одну из групп населений, то есть, состоит из ровесников-звёзд, нежели из нескольких популяций.
Объект NGC 411 был изучен рядом исследователей и поэтому включён в другие известные каталоги в соответствии с различными критериями классификации. Таким образом, объект отмечен в Каталоге наиболее важных галактик (PGC). В Атласе звёздного неба эпохи 2000.0, Уранометрия 2000.0, объект принадлежит группе, обозначенной под номером 441; в то время как в Каталоге первичных звёзд (GSC) он сгруппирован под номером 9139, в Общем каталоге туманностей и скоплений — CG-224, в каталоге Джеймса Данлопа — 57, в каталоге Джон Гершель — h-2384, в каталоге Крона — Kron-60, в каталоге Линдсея — Lindsay-82.

## Ближайшие объекты NGC / IC
Этот список содержит десять ближайших объектов NGC/IC на основании евклидова расстояния.
| Имя     | Расстояние от NGC 411 (угловые минуты) | Прямое восхождение (J2000) | Склонение (J2000) | Тип                                                               |
| ------- | -------------------------------------- | -------------------------- | ----------------- | ----------------------------------------------------------------- |
| NGC 422 | 0,37                                   | 1ч 9м 25,4с                | −71° 46′ 0″       | Рассеянное звёздное скопление (OCL)                               |
| IC 1641 | 0,43                                   | 1ч 9м 39,1с                | −71° 46′ 8″       | Рассеянное звёздное скопление (OCL)                               |
| NGC 416 | 0,59                                   | 1ч 7м 58,5с                | −72° 21′ 25″      | Рассеянное звёздное скопление (OCL)                               |
| IC 1624 | 0,7                                    | 1ч 5м 21,9с                | −72° 2′ 33″       | Рассеянное звёздное скопление (OCL)                               |
| NGC 395 | 0,74                                   | 1ч 5м 7,3с                 | −71° 59′ 39″      | Рассеянное звёздное скопление и эмиссионная туманность (OCL + EN) |
| IC 1655 | 1,08                                   | 1ч 11м 53,8с               | −71° 19′ 54″      | Рассеянное звёздное скопление (OCL)                               |
| NGC 419 | 1,12                                   | 1ч 8м 17,2с                | −72° 53′ 0″       | Рассеянное звёздное скопление (OCL)                               |
| NGC 371 | 1,16                                   | 1ч 3м 26,0с                | −72° 3′ 54″       | Рассеянное звёздное скопление и эмиссионная туманность (OCL+EN)   |
| IC 1660 | 1,18                                   | 1ч 12м 38,4с               | −71° 45′ 41″      | Рассеянное звёздное скопление (OCL)                               |
| NGC 361 | 1,44                                   | 1ч 2м 11,1с                | −71° 36′ 24″      | Рассеянное звёздное скопление и эмиссионная туманность (OCL + EN) |